# 維克斯堡 (密歇根州)
維克斯堡（英語：Vicksburg）是位於美國密歇根州卡拉馬祖縣布雷迪鎮區及斯庫爾克拉夫特鎮區的一個村。

## 人口
根據2020年美國人口普查的數據，維克斯堡的面積為8.00平方千米，當中陸地面積為7.66平方千米，而水域面積為0.34平方千米。當地共有人口3706人，而人口密度為每平方千米463人。